# Hành tinh đại dương
Hành tinh đại dương, thế giới đại dương, thế giới nước, aquaplanet hoặc hành tinh panthalassic là một loại hành tinh đất đá có chứa một lượng đáng kể nước hoặc ở trên bề mặt hoặc dưới bề mặt của nó. Thuật ngữ thế giới đại dương đôi khi cũng được sử dụng cho các thiên thể thiên văn với một đại dương bao gồm một chất lỏng khác, như dung nham (trường hợp của vệ tinh Io), amonia (trong hỗn hợp eutectic với nước, rất có thể là trường hợp của đại dương bên trong vệ tinh Titan) hoặc hydrocarbon như trên bề mặt Titan (có thể là loại biển ngoài Trái Đất phong phú nhất).
Trái Đất là vật thể thiên văn duy nhất được biết có các khối nước lỏng trên bề mặt của nó, mặc dù một số ngoại hành tinh đã được tìm thấy với điều kiện thích hợp để hỗ trợ các khối nước lỏng. Đối với các ngoại hành tinh, công nghệ hiện tại không thể quan sát trực tiếp nước mặt lỏng, do đó hơi nước trong khí quyển có thể được sử dụng như một "công cụ" giúp các nhà khoa học tìm hiểu. Các đặc điểm của thế giới đại dương - hoặc các hành tinh đại dương - sẽ cung cấp manh mối cho lịch sử của chúng và sự hình thành và phát triển của Hệ Mặt Trời nói chung. Mối quan tâm bổ sung là tiềm năng bắt nguồn và duy trì cuộc sống của các hành tinh này.

## Tổng quan

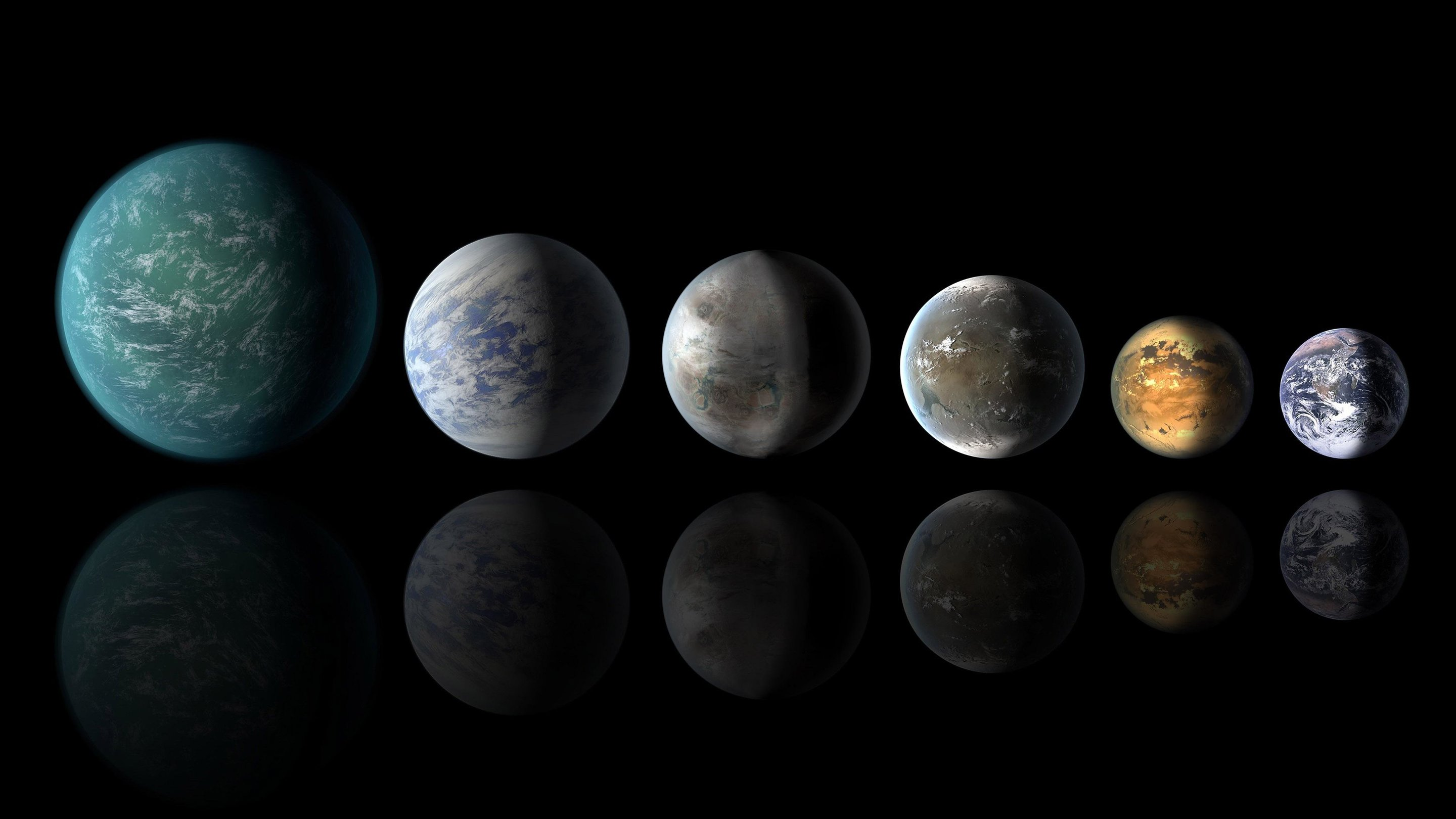
Các ngoại hành tinh chứa nước (mô hình khái niệm tưởng tượng của họa sĩ; 17 tháng 8 năm 2018)

Thế giới nước rất được các nhà sinh vật học quan tâm vì tiềm năng phát triển sự sống và duy trì hoạt động sinh học theo thời gian địa chất. Bốn thế giới nước được thiết lập tốt nhất trong Hệ mặt trời bao gồm Europa, Enceladus, Ganymede và Callisto. Một loạt các vật thể khác trong Hệ Mặt trời bên ngoài được suy luận bằng một loại quan sát duy nhất hoặc bằng mô hình lý thuyết để có các đại dương dưới đáy biển, và chúng bao gồm: Dione, Pluto, Triton và Ceres, cũng như Mimas, Eris, và Oberon.

## Lịch sử nghiên cứu
Công việc lý thuyết sơ bộ quan trọng đã được thực hiện trước khi các sứ mệnh thám hiểm hành tinh được phát động bắt đầu từ những năm 1970. Cụ thể, Lewis đã chỉ ra vào năm 1971 rằng chỉ riêng phân rã phóng xạ có khả năng đủ để tạo ra các đại dương dưới đáy biển trong các mặt trăng lớn, đặc biệt là nếu amonia (NH
3) đã có mặt trên đó. Peale và Cassen đã tìm ra vào năm 1979 vai trò quan trọng của sưởi ấm thủy triều (hay còn gọi là uốn cong thủy triều) đối với sự phát triển và cấu trúc vệ tinh. Phát hiện đầu tiên được xác nhận của một ngoại hành tinh là vào năm 1992. Alain Léger et al đã tìm ra vào năm 2004 rằng một số lượng nhỏ các hành tinh băng giá hình thành trong khu vực nằm ngoài dòng "sương" trong vũ trụ có thể di chuyển vào sát 1 AU, nơi các lớp bên ngoài sau đó tan chảy.
Bằng chứng tích lũy được Kính viễn vọng Không gian Hubble thu thập, cũng như các nhiệm vụ của Pioneer, Galileo, Voyager, CassiniTHER Huygens và New Horizons có được, chỉ ra rằng một số vật thể trong Hệ Mặt trời bên ngoài chứa các đại dương nước bên trong dưới lớp vỏ băng bao bọc. Trong khi đó, đài quan sát vũ trụ Kepler, được phóng vào ngày 7 tháng 3 năm 2009, đã phát hiện ra hàng ngàn ngoại hành tinh, khoảng 50 trong số chúng có kích thước ngang với Trái Đất trong hoặc gần các khu vực có thể sống được.
Các hành tinh của hầu hết tất cả các khối lượng, kích thước và quỹ đạo đã được phát hiện, minh họa không chỉ bản chất thay đổi của sự hình thành hành tinh mà còn cả sự di cư tiếp theo thông qua đĩa vũ trụ từ nơi xuất phát của hành tinh. Cho đến 26 tháng 10 năm 2023, có 5.535 hành tinh ngoài Hệ Mặt Trời thuộc về 4.120 hệ hành tinh, với 936 hệ có nhiều hơn một hành tinh.